# Джеффрі Кенні
Джеффрі Кенні (уроджений Джімо Аугустус Кехінде; нар. 30 вересня 1997, Нігерія) — український співак нігерійського походження, співзасновник та вокаліст електронного гурту «Tvorchi».

## Життєпис
Джеффрі Кенні народився 30 вересня 1997 року в Нігерії в забезпеченій сім'ї військових. Має брата-близнюка.
Почав співати в старших класах, грав у оркестрі протягом чотирьох років. 
Закінчив Тернопільський національний медичний університет імені І. Я. Горбачевського.

## Творчість
У 2017 році разом з двома іншими студентами медичного університету — Хубертом Мікошею та Христиною Врублевською — був учасником міжнародного фестивалю «Кришталевий жайвір».
У 2018 році спільно з Андрієм Гуцуляком заснували гурт «Tvorchi».
На сцені «Арени Львів» Андрій та Джеффрі Кенні виступали з такими відомими виконавцями як Тіна Кароль, Арсен Мірзоян, Mélovin, Jerry Heil та гуртом «Без Обмежень».
У 2020 році Андрій та Джеффрі Кенні потрапили до фіналу національного відбору «Євробачення 2020».
У 2022 році Андрій Гуцуляк та Джеффрі знову потрапили до фіналу національного відбору «Євробачення 2023» і перемогли.
У травні 2023 представляли Україну в гранд-фіналі Євробачення-2023, де зайняли шосте місце.